# Корали
Вижте пояснителната страница за други значения на Корал.
Коралите (Anthozoa) са морски неподвижни животни, живеещи на големи колонии по скалите, понякога образуващи острови. Част от коралите, които отделят калциев карбонат, за да си изградят външен „скелет“, са отговорни за създаването на коралови рифове.
Въпреки че коралите могат да улавят планктон посредством копривни клетки на пипалата си, те добиват повечето от хранителните си вещества чрез симбиоза с едноклетъчни водорасли, наречени зооксантели. В резултат на това, повечето корали зависят от слънчевата светлина и растат в плитки, прозрачни води – обикновено на дълбочина по-малка от 60 метра. Тези корали допринасят за изграждането на физическата структура на кораловите рифове, които се развиват в тропичните и субтропичничните води – например Големият бариерен риф край бреговете на Австралия. Други корали обаче нямат съпътстващи водорасли и могат да живеят в много по-дълбоки води – например в Атлантическия океан, където студеноводният род Lophelia оцелява при дълбочини от 3000 m. Корали са откривани и на брега на щата Вашингтон (САЩ) и на Алеутските острови в Аляска.

## Обща характеристика
Коралите са най-сложно устроените представители на тип мешести. Те са известни само като полипи. Срещат се единични и колониални форми. Принадлежат към стенохалинните и стенотермните животни. Кораловите полипи външно приличат на хидроидните, но имат по-сложно вътрешно устройство. Гастраларната (вътрешната) им празнина е разделена от система меки мезентриални преградки на централната храносмилателна празнина и периферни камери. Глътката им има ектодермен произход, сплесната е странично и носи един или два жлеба, наречени сифоноглифи. Устният отвор е заобиколен с различен брой пипала. Овалната форма на устния отвор и глътката, както и наличието на мускулни удебелявания по преградките нарушават радиалната симетрия и се получава двустранна. За разлика от сцифозоите при коралите липсва смяна на поколенията и стадий медуза.

## Класификация
Клас Корали
- Подклас
- Octocorallia (Alcyonaria)
  - Разред Alcyonacea
  - Разред Слънчеви корали (Helioporacea)
  - Разред Pennatulacea
- Подклас Hexacorallia
  - Разред †Rugosa Milne-Edwards & Haime, 1850
  - Разред †Tabulata
  - Разред Актинии (Actiniaria) Hertwig, 1882
  - Разред Черни корали (Antipatharia)
  - Разред Corallimorpharia
  - Разред Мадрепорови корали (Scleractinia) Bourne, 1900
  - Разред Zoantharia
- Подклас Ceriantharia
  - Разред Penicillaria
  - Разред Spirularia

## Размножаване

### Полово
Половото размножаване става главно чрез разпръскване на хайвер и води до образуване на голям брой ларви, известни като планули, които метаморфозират в полипи и образуват колонии.

### Безполово
Те се размножават чрез пъпкуване. Върху родителския организъм се образува подутина, която нараства и това представлява новия индивид. Той не се отделя. Самият той пъпкува и така се оформят колонии.

## Коралови рифове
Рифовите корали живеят на дълбочина до 50 м., само в топли води (не по-малко от 20 °C), със соленост не по-малка от 3,5 %. Поройните дъждове са много опасни за тях, защото подслаждат водата, а това причинява смъртта им. Рифовете са място за живот на много водорасли, безгръбначни и гръбначни животни. Най-големите и известни рифове са около Австралия, Индонезия и островите на Океания.

## Геологическа история
Въпреки че корали за пръв път се появяват в камбрий преди около 542 млн. години, фосилите са изключително редки до ордовик (100 млн. г. по-късно), когато Rugosa и Tabulata стават широко разпространени. Палеозойските корали често съдържат множество ендобиотични симбионти.
В определени времена на геологическото минало коралите са били много изобилстващи. Както и съвременните корали, тези предци строят рифове, някои от които завършват като големи структури в седиментите скали. Тъй като много микроорганизми се запазват в тях, това прави коралите полезни ръководни вкаменелости.
Коралови рифове са приютявали невъобразим по богатство подводен животински свят там, където днес се извисяват зъберите на Стара планина. Техни фосили се откриват и в Предбалкана и в Дунавската равнина. Удивително богата колекция от изкопаеми корали е събрал един от изтъкнатите изследователи на коралите д.б.н. Васил Златарски от Националния природонаучен музей при БАН, където се съхраняват над 30 00 техни образци.

## Други
На корала е наречена улица в квартал „Христо Смирненски“ в София (Карта).